# Luca Celli
Luca Celli (né le 23 février 1979 à Forlimpopoli, dans la province de Forlì-Cesena en Émilie-Romagne) est un coureur cycliste italien. 

## Biographie
Luca Celli commence sa carrière professionnelle en 2004 dans l'équipe Vini Caldirola. Passé chez Barloworld en 2005, il remporte le Tour de la Région wallonne après s'être imposé en solitaire lors de la première étape.
Après une saison sans succès avec Acqua & Sapone, Luca Celli rejoint en 2007 l'équipe LPR. Il termine deuxième du Tour de Rhénanie-Palatinat, glanant au passage une victoire d'étape. En juin 2008, il est deuxième du championnat d'Italie du contre-la-montre après avoir été dixième du Tour de Belgique et du Mémorial Marco Pantani.

## Palmarès
- 2002
  - 3e du Gran Premio Industria del Cuoio e delle Pelli
- 2005
  - Tour de la Région wallonne :
    - Classement général
    - 1re étape
- 2007
  - 3e étape du Tour de Rhénanie-Palatinat
  - 2e du Tour de Rhénanie-Palatinat
- 2008
  - 2e du championnat d'Italie du contre-la-montre

## Classements mondiaux
| Année           | 2005 | 2006 | 2007 | 2008 | 2009   | 2010   |
| --------------- | ---- | ---- | ---- | ---- | ------ | ------ |
| UCI Europe Tour | 68e  | 791e | 125e | 175e | 1 200e | 1 242e |